# 朝深大介
朝深大介（あさみ だいすけ、1967年1月30日 - ）は、日本の俳優。劇団リリパットアーミーIIで副座長を務めた。
千葉県出身、血液型はAB型。劇団ではわかぎゑふに続く演出家として定着。

## 人物
- アングラ劇・テレビ・コマーシャル・コント劇団を経て2007年に入団。
- ボディワークショップの異名を持つ。
- 「大阪芝居〜駅編〜」「大阪芝居〜街編〜」「ピンクピッグブルース」を演出。「大阪芝居〜街編〜」では役者13人を使って甲子園を再現した。
- レ・ミゼラブルが好きで、幕が開く前から泣いている。
- 1980年代後半には国木田かっぱ率いるコント劇団「かっぱのドリームブラザーズ」に所属。当時は三好大角の芸名で人気を博していた。
- わかぎゑふとは実生活でも夫婦（1997年12月31日に入籍[1]）。本来は朝深が8歳年下なのだが、わかぎが童顔のため、一緒にいると朝深の方が年上に見られることが多いという。1999年に朝深がわかぎの母親と養子縁組を結んだため、わかぎとは「夫婦であり姉弟」というややこしい関係になる[1]。
- 2010年、リリパットアーミーII 25周年記念公演第二弾 『kisses』をもって退団[2]。以後はフリーで主に演出家として活動している[1]。

## 関連人物
- コング桑田
- 生田朗子
- 野田晋市
- 千田訓子
- 上田宏
- 谷川未佳
- 祖父江伸如
- 濱崎大介
- 小野雄也
- 福井千夏